# گپ اینکورپوریتد

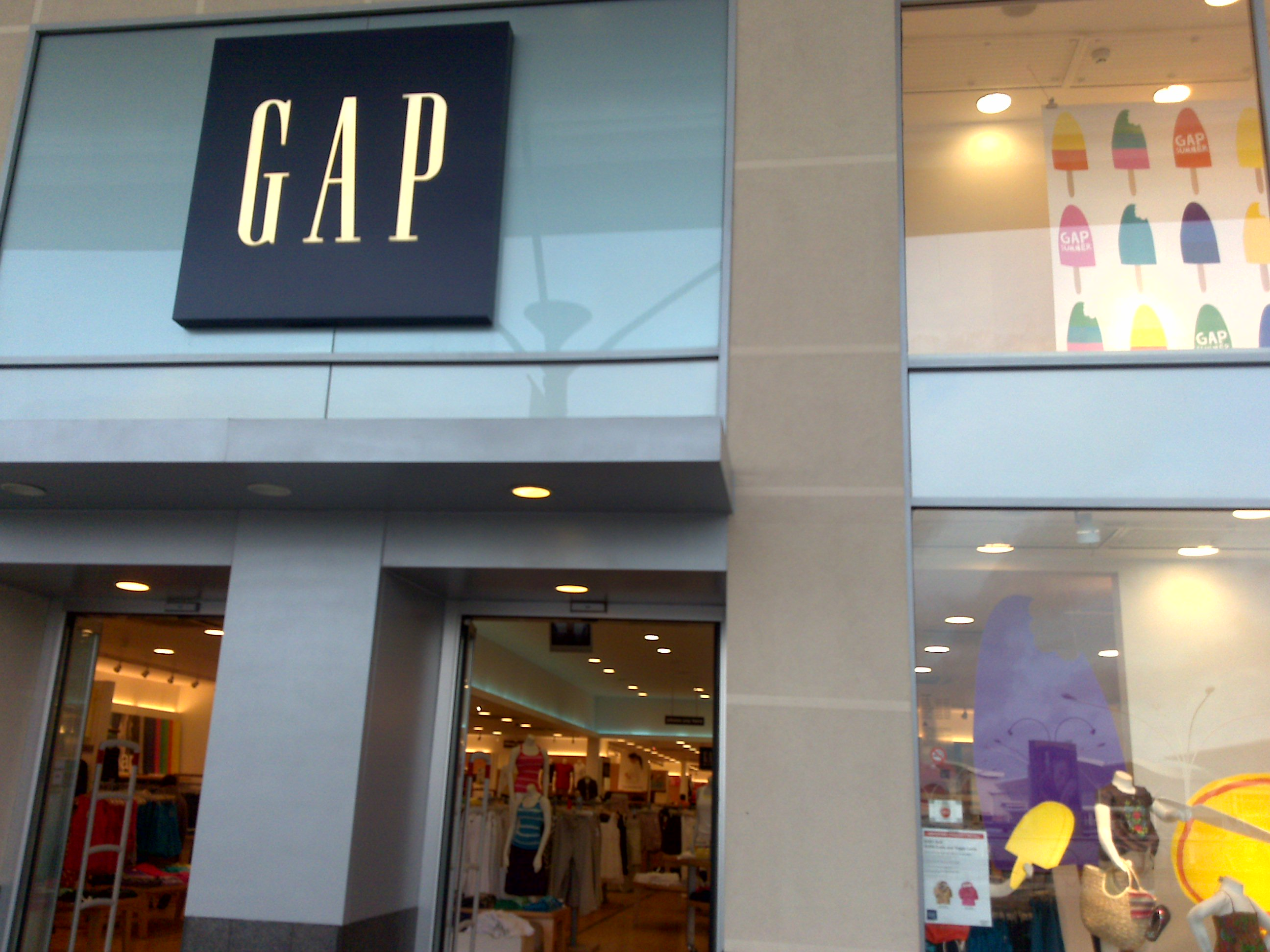
سردر یکی از فروشگاه گپ

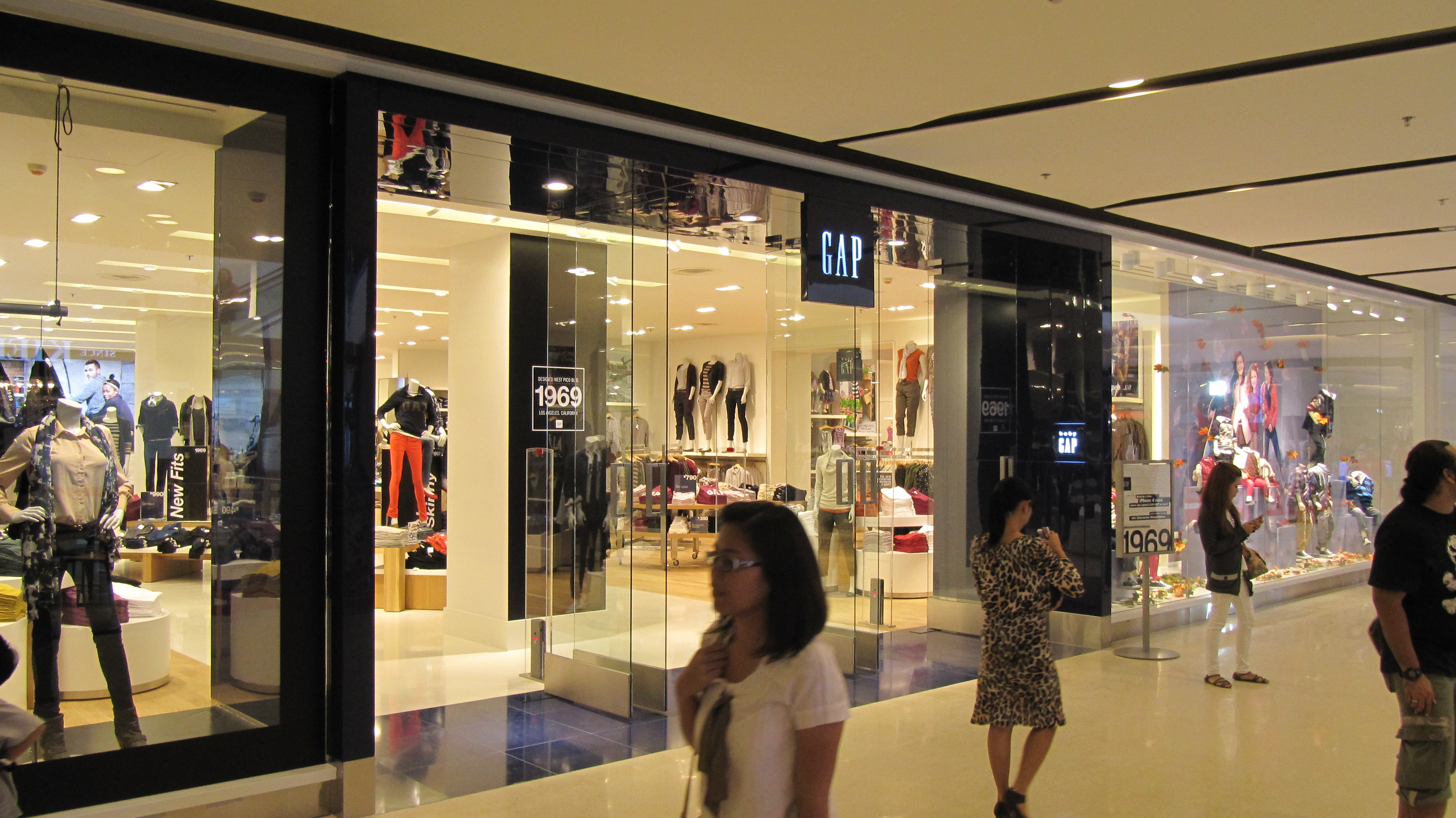
شعبه گپ در بانکوک

گپ (به انگلیسی: Gap) شرکت تولیدکننده لباس و کیف و کفش آمریکایی است که در سال ۱۹۶۹ در سان‌فرانسیسکو، واقع در ایالت کالیفرنیا، توسط دونالد فیشر و دوریس فیشر تأسیس شد. گپ دارای پنج برند: گپ، بنانا ریپابلیک، الد نوی، پایپر لایم و آتلتا است. در سال ۲۰۰۶، شرکت گپ حدود ۱۵۰٬۰۰۰ کارمند در ۳٬۱۳۹ فروشگاه در کشورهای آمریکا، کانادا، مکزیک، فرانسه، ایرلند، ژاپن، اندونزی، کره جنوبی، مالزی، پرو، سنگاپور و انگلستان داشت. شرکت گپ بزرگترین تولیدکننده پوشاک در آمریکا است ولیکن به تازگی شرکت اسپانیایی ایندیتکس از آن پیشی گرفته‌است.
با اینکه سهام این شرکت به صورت عام عرضه می‌شود ولیکن کنترل اصلی شرکت هنوز نیز در اختیار خانواده فیشر است.
این برند در ایران نمایندگی اصلی ندارد.

## برندها
بنانا ریپابلیک که قبلاً یک برند کوچک بود توسط شرکت گپ در سال ۱۹۸۳ خریداری شد و تبدیل به یک برند رده بالا گشت. الد نوی در سال ۱۹۹۴ آغاز شد.
فروش گپ در برندهای مختلف در سال ۲۰۰۹ بدین شرح بود:
- گپ آمریکای شمالی - ۸۳۴ میلیون دلار
- بنانا ریپابلیک آمریکای شمالی - ۴۷۵ میلیون دلار
- الد نوی آمریکای شمالی - ۱٫۱۸ میلیارد دلار
- فروش جهانی - ۳۶۹ میلیون دلار
- فروش مستقیم شرکت گپ - ۲۶۷ میلیون دلار

## تعداد فروشگاه‌ها
| گپ - ایالات متحده آمریکا ۱٬۰۳۵ - بریتانیا 142 - ژاپن 126 - کانادا 92 - فرانسه 39 - ایتالیا ۲ - عربستان سعودی ۱۹ - ترکیه 10 - امارات متحده عربی 14 - پورتوریکو ۶ - هند ۶ - کره جنوبی ۶ - اسرائیل ۵ - فیلیپین ۵ - مالزی ۴ - چین ۴ - تایلند ۴ - سنگاپور ۳ - اندونزی ۳ - جمهوری ایرلند 3 - روسیه ۳ - رومانی ۲ - بحرین ۲ - یونان ۲ - استرالیا ۲ - کویت ۲ - صربستان ۱ - بلغارستان ۱ - قطر ۱ - پاکستان ۱ - قبرس ۱ - عمان ۱ - کرواسی 1 | بنانا ریپابلیک - ایالات متحده آمریکا 538 - کانادا 39 - ژاپن 28 - کره جنوبی ۵ - ترکیه 4 - پورتوریکو ۴ - فیلیپین ۴ - عربستان سعودی ۲ - مالزی ۳ - هند ۳ - اندونزی ۳ - بریتانیا 4 - ایران ۱ - امارات متحده عربی ۲ - کویت ۱ - سنگاپور ۱ - بحرین ۱ - قطر ۱ - کرواسی ۱ الد نیوی - ایالات متحده آمریکا 972 - کانادا 64 - پورتوریکو ۷ |